# Mónico Sánchez
Mónico Sánchez Moreno (Piedrabuena, 4 de mayo de 1880-Piedrabuena, 6 de noviembre de 1961) fue un inventor e ingeniero eléctrico español, pionero de la radiología, telecomunicaciones sin cables y electroterapia, conocido por el invento del primer aparato portátil de rayos X y corrientes de alta frecuencia en 1909. También fue presidente de la Cámara de Comercio de Ciudad Real.

## Biografía

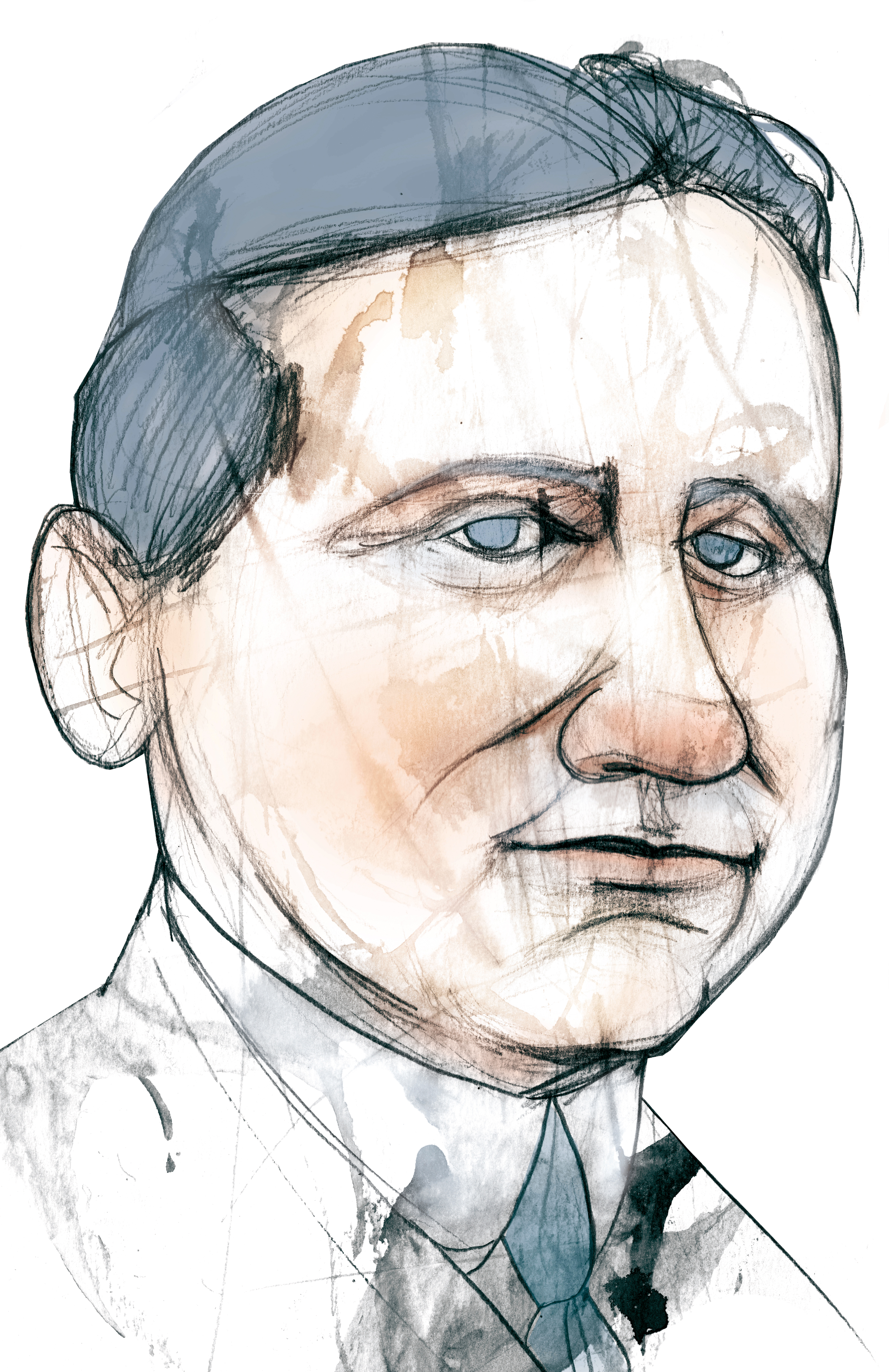
Retrato de Mónico Sánchez por Eulogia Merle

### Infancia
Su familia tenía una pequeña tejera (fabricaba tejas y ladrillos) y su madre lavaba ropa ajena en el paraje del río llamado Tabla de la Yedra. Mónico era el menor de cuatro hermanos y ayudaba a su madre en el acarreo de la ropa. Por aquel entonces, en Piedrabuena, localidad de 3.810 habitantes (1900) con una economía rural empobrecida, agraria de secano y ganadera, el 75% eran analfabetos.

### Madrid
El profesor de la escuela pública de Piedrabuena le animó a que siguiera estudiando. Sin tener el bachillerato elemental, Mónico se compró un traje y se fue a Madrid para estudiar ingeniería eléctrica.
Llegó a Madrid en 1901 en la época en que se estaba implantando el alumbrado público y se estaba electrificando el tranvía para sustituir los tranvías de tracción animal.
La Escuela de Ingenieros Industriales de Madrid estaba cerrada por las huelgas estudiantiles. Mónico decidió apuntarse a un curso de electrotecnia a distancia impartido desde Londres por el ingeniero Joseph Wetzle. El curso era en inglés y Mónico no sabía ni una palabra de ese idioma. Durante 3 años siguió el curso por correspondencia de forma rigurosa. Al finalizarlo el propio Joseph Wetzler se puso en contacto con él y le recomendó para una plaza en una empresa de Nueva York.

### Estados Unidos
El 12 de octubre de 1904 Mónico tenía 24 años y se subió a un barco en Cádiz con 60 dólares en el bolsillo y destino a Nueva York. Empezó a trabajar de ayudante de delineante, pero pronto se matriculó en el Instituto de Ingenieros Electricistas, un centro de formación profesional. Más adelante fue a un curso de electrotecnia de unos meses de duración de la Universidad de Columbia.
Mónico Sánchez fichó como ingeniero de la Van Houten and Ten Broeck Company, dedicada a la aplicación de la electricidad en los hospitales. Allí inventó un aparato de rayos X portátil. Apenas pesaba 10 kilogramos, frente a los 400 de los equipos tradicionales. Francia compró 60 unidades para sus ambulancias de campaña.
La Collins Wireless Telephone Company contrató a Mónico Sánchez como ingeniero jefe, con la intención de vender su aparato portátil de rayos X, que pasó a llamarse The Collins Sánchez Portable Apparatus. Collins ofreció 500.000 dólares a Mónico Sánchez por su invento.
Frederick Collins se volcó en la telefonía sin hilos. Sus aparatos podían comunicarse sin cables a más de 100 kilómetros. El problema es que su teléfono, con un micrófono de carbón, se calentaba poco a poco y terminaba ardiendo a los 15 minutos de hablar sin interrupción. La empresa de Collins comenzó una gran campaña de propaganda para vender acciones, sugiriendo que la telefonía móvil en coches, trenes y barcos ya era una realidad.
De aquellas campañas queda una fotografía de 1909 en la que aparece Mónico Sánchez mostrando su aparato de rayos X en un puesto de la III Feria de la Electricidad, celebrada en el Madison Square Garden de Nueva York. A su lado aparecen los puestos de la General Electric de Thomas Edison y de la Westinghouse de Nikola Tesla. En los carteles se leía:

‘No wires. No poles. No Franchises. The Collins Wireless Telephone Co.‘
‘Sin cables. Sin postes. Sin franquicias. The Collins Wireless Telephone Co.’

Cuatro ejecutivos de la Collins Wireless Telephone Company, incluido Collins, acabaron en la cárcel. En su sentencia se aludía a un presunto fraude en sus demostraciones en lugares públicos, limitadas a conversaciones breves para que los teléfonos no echaran chispas. Cuando estalló el escándalo, Mónico ya había abandonado la empresa.

### Piedrabuena

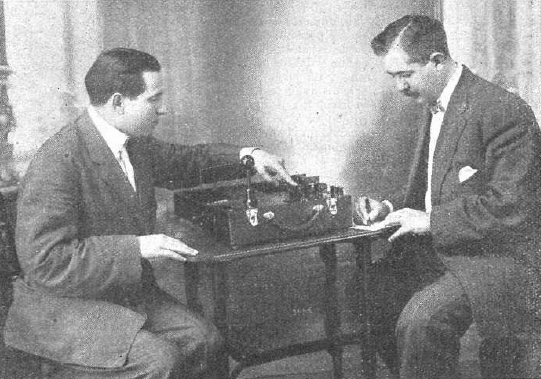
Sánchez mostrando su aparato de rayos X a un médico

En 1912, con treinta y dos años de edad regresó a España convertido en un emprendedor millonario. En 1913 construyó en Piedrabuena el Laboratorio Eléctrico Sánchez que ocupaba una superficie de 3500 m². Contrató a un soplador de vidrio alemán para la elaboración de tubos de vacío.
Instaló una central eléctrica en su pueblo, abastecida por el carbón llegado en carros tirados por mulas. Hizo llegar la electricidad a las casas de Piedrabuena. Montó un cine en Piedrabuena. Hacia el final de su vida dejó de vender sus aparatos y tuvo ciertas dificultades económicas.
Muchos de los aparatos que fabricó en su pueblo a partir de 1913 se exponen hoy en el Museo Nacional de Ciencia y Tecnología, con sedes en La Coruña y Madrid. Falleció en Piedrabuena el 6 de noviembre de 1961. Tras su muerte el Laboratorio Eléctrico Sánchez se cerró. En la actualidad está ocupado por un colegio, un centro de salud y un centro cultural.
Actualmente el cine se encuentra cerrado, en malas condiciones, y no se le da ningún uso. Desde 2017 aproximadamente pertenece al ayuntamiento de Piedrabuena. Anteriormente era propiedad de una familia del pueblo.
Hoy día la casa donde vivió Mónico Sánchez se conserva en buenas condiciones. Y se abre todos los años en una fiesta patronal llamada “Cruces y mayos”. En la casa se puede disfrutar de una cruz de brezo (normalmente) que impresiona cada año con sus diversos diseños. 
En honor a su persona se construyó en esta localidad el Instituto de Educación Secundaria Mónico Sánchez.